# Isola del Podestà
L'isola del Podestà è un'isola fantasma la cui esistenza sarebbe stata riportata nel 1879 da un capitano italiano di nome Pinocchio, al comando del vascello Barone Podestà. Questi asserì che l'isola, lunga circa un chilometro, si trovava nell'oceano Pacifico a 1 390 km ad ovest di Valparaíso, in Cile. Affermò anche la presenza di una strana vegetazione di color verde-azzurro e grandi uccelli che volteggiavano "come in una danza". Sulla base di questa sola segnalazione, l'isola fu indicata su molte carte geografiche realizzate nei decenni successivi. L'esistenza dell'isola non venne mai confermata e a partire dal 1935 essa non venne più rappresentata sulle mappe.
Hereward Carrington, la fonte principale della storia, era conosciuto per i suoi racconti fantastici. Si crede che l'isola possa essere stata solo una bufala.
La micronazione della Repubblica di Rino Island rivendica la "sovranità" sull'Isola di Podestá.